# Shahrestān di Kuhdasht
Lo shahrestān di Kuhdasht (farsi شهرستان کوهدشت) è uno dei 10 shahrestān del Lorestan, il capoluogo è Kuhdasht. Lo shahrestān è suddiviso in 5 circoscrizioni (bakhsh):
- Centrale (بخش مرکزی)
- Darb-e Gonbad (بخش درب گنبد)
- Romeshkan (بخش رومشکان), con la città di Chaqabol.
- Torhan (بخش طرهان), con la città di Garab.
- Kunani (بخش کونانی), con la città di Kunani.